# Utetheisa candida
Utetheisa candida là một loài bướm đêm thuộc phân họ Arctiinae, họ Erebidae.